# Roggelelie
De roggelelie of oranjelelie (Lilium bulbiferum subsp. croceum) is een vaste plant, die behoort tot de leliefamilie (Liliaceae). Ze staat op de Nederlandse Rode lijst van planten als zeer zeldzaam en zeer sterk afgenomen. Deze plant is in Nederland wettelijk beschermd sinds 1 januari 2017 door de Wet Natuurbescherming. De plant komt van nature voor in Europa.
De roggelelie wordt bij de bloei 30-90 cm hoog, vormt een tot 5 cm brede, eivormige bol en ondergrondse broedbolletjes, maar vormt zeer weinig tot geen broedbolletjes in de bladoksels. De plant heeft verspreid staande stengelbladeren. De heldergroene bladeren zijn langwerpig tot eirond met drie tot zeven nerven en een behaarde bladrand.
De roggelelie bloeit in juni en juli met oranje, rechtopstaande bloemen en donkere vlekjes op de 4-6 cm lange bloemdekbladen. De bloemen zitten met één tot vijf bij elkaar in een tros. De helmknoppen zijn oranje tot roodbruin.
De vrucht is een scherpkantige doosvrucht.
De plant komt voor in roggeakkers, langs akkerranden en op open plekken in bossen. Ook komen ze hier en daar nog in tuinen voor in het oorspronkelijke groei areaal (Noord- en Oost-Nederland) en vanuit nakweek.
Rond 2024 werden in Nederland pogingen gedaan om de plant te kweken en in het wild te herintroduceren.